# Секедате
Секедате (рум. Săcădate) — село у повіті Сібіу в Румунії. Адміністративно підпорядковане місту Авріг.
Село розташоване на відстані 198 км на північний захід від Бухареста, 19 км на схід від Сібіу, 128 км на південний схід від Клуж-Напоки, 95 км на захід від Брашова.

## Населення
За даними перепису населення 2002 року у селі проживали 659 осіб.
Національний склад населення села:
| Національність | Кількість осіб | Відсоток |
| -------------- | -------------- | -------- |
| румуни         | 525            | 79,7%    |
| угорці         | 128            | 19,4%    |
| німці          | 6              | 0,9%     |

Рідною мовою назвали:
| Мова      | Кількість осіб | Відсоток |
| --------- | -------------- | -------- |
| румунська | 528            | 80,1%    |
| угорська  | 126            | 19,1%    |
| німецька  | 5              | 0,8%     |